# Medieval: Total War – Viking Invasion
Medieval: Total War – Viking Invasion, abreviado como Viking Invasion, VI ou MTW:VI, é um jogo de computador baseado em estratégia por turnos e táticas em tempo real, que foi desenvolvido pela The Creative Assembly e lançado pela Activision. Ambientado na Idade Média, durante as Invasões Vikings, é a primeira e única expansão para o jogo Medieval: Total War, da série Total War.

## Aspectos do Jogo

### Jogabilidade

Cena de uma batalha do jogo, onde novas facções estão disponíveis, incluindo os temíveis viquingues

Em 7 de janeiro de 2003, The Creative Assembly anunciou o desenvolvimento de um pacote de expansão, para o jogo Medieval: Total War, chamado de Medieval: Total War: Viking Invasion. Esta expansão adiciona uma campanha Viking que ocorre de 793 a 1066, sobre um mapa expandido das Ilhas Britânicas e da Escandinávia ocidental. A campanha da expansão trás novas facções, tais como os reinos de Wessex, Mercia e da Escócia, assim como os viquingues. A facção viquingue é projetada para invadir as Ilhas Britânicas, para atingir este objetivo, essa facção tem acesso a navios mais rápidos e ganha dinheiro por cada prédio que destrói no mapa de batalha. As facções britânicas e irlandesas, têm o objetivo de repelir os viquingues e, finalmente, manter o controle das Ilhas Britânicas. Novas unidades históricas foram incluídas, como o housecarls. Viking Invasion, trouxe várias melhorias que foram adicionadas para a campanha original, como por exemplo a munição flamejante, dando ao jogador, a opção de atear fogo nos castelos inimigos, além de uma tela de de pré-batalha, aonde é permitido que o jogador organize as suas forças e veja o terreno e as forças inimigas, antes da batalha começar. Além disso, por meio de um patch , três novas facções foram adicionadas a campanha do jogo principal, Medieval: Total War, juntamente com uma artilharia ribauldequin.

## Histórico e crítica
Medieval: Total War: Viking Invasion foi lançado em 7 de Maio de 2003, nos Estados Unidos e em 09 de maio, no Reino Unido. A expansão foi bem recebida pelos críticos da indústria do videogame, conquistando uma pontuação de 84% no Metacritic. Os revisores sentiram que as novas características de jogabilidade aos viquingues, foram o elemento mais importante do pacote de expansão, com o Eurogamer elogiando o sistema de incursões vikings, como algo que corrige algo que faltava no original Medieval.

O novo mapa de campanha mostra a ilha da Grã-Bretanha durante as Invasões Vikings

ActionTrip elogiou a nova campanha, como sendo um desafio para os jogadores, "mesmo na dificuldade normal, Viking Invasion é um jogo muito desafiador", opinião partilhada por outros críticos. A tela de pré-batalha foi elogiada pela GameSpot, que a classificou com uma "nova e útil funcionalidade". GameSpot também elogiou as novas adições à campanha original, mencionando terem "feito os cercos aos castelos mais interessantes".
A principal crítica para Viking Invasion foram os gráficos, com a ActionTrip e a Eurogamer afirmando que eles estavam "começando a sentir um pouco chiado". A falta de novas opções multiplayer, foi considerada pela GameSpot como "infeliz", referindo que "uma opção de campanha  multiplayer teria sido uma grande novidade". Em geral, a expansão foi bem recebida pelos críticos da indústria. IGN concluiu dizendo que os fãs "não iram ficar desapontados com Viking Invasion", enquanto ActionTrip terminou afirmando que "os gráficos estão começando a ficar velhos", mas o desafio proposto pela expansão "vale a pena". A revisão do GameSpot terminou dizendo que "globalmente, a expansão é uma grande adição à Medieval", e Eurogamer concluiu colocando que é uma grande adição feita ao Medieval: Total War. "É um pacote de expansão digno de um jogo verdadeiramente excelente".

## Sequência
Activision, editora do jogo, produziu uma combinação de Medieval: Total War e Medieval: Total War: Viking Invasion, o chamado Medieval: Total War - Battle Collection. Lançado em 07 de janeiro de 2004. Medieval: Total War - Battle Collection, continha ambos os jogos, atualizados para a versão mais recente, e seus manuais. Em 30 de junho de 2006, a Sega, empresa que assumiu a publicação da série, lançou a versão de colecionador da série Total War, chamada Total War: Eras. A edição incluiu versões atualizadas do Shogun: Total War, Medieval: Total War e Rome: Total War, juntamente com seus pacotes de expansão, um documentário que detalha a criação da série e Total War memorabilia.